# Chahār Zabar-e Soflá
Chahār Zabar-e Soflá (persiska: چهار زبر سفلی) är en ort i Iran.   Den ligger i provinsen Kermanshah, i den västra delen av landet, 500 km väster om huvudstaden Teheran. Chahār Zabar-e Soflá ligger 1 394 meter över havet och antalet invånare är 356.
Terrängen runt Chahār Zabar-e Soflá är platt åt nordost, men åt sydväst är den kuperad.Runt Chahār Zabar-e Soflá är det ganska tätbefolkat, med 185 invånare per kvadratkilometer. Närmaste större samhälle är Robāţ-e Māhīdasht, 8,5 km öster om Chahār Zabar-e Soflá. Trakten runt Chahār Zabar-e Soflá består till största delen av jordbruksmark.